# Tận thế và hậu tận thế
Thể loại tận thế là thể loại con của khoa học viễn tưởng, các tác phẩm của thể loại này mô tả sự hủy diệt của nền văn minh do một thảm họa tồn vong như chiến tranh hạt nhân, đại dịch, cuộc xâm lăng của người ngoài hành tinh, va chạm với thiên thể, người máy nổi loạn, kì dị công nghệ, thoái hóa giống nòi, hiện tượng siêu nhiên, ngày phán xét cuối cùng, biến đổi khí hậu, cạn kiệt tài nguyên, hoặc một số thảm họa khác.
Thể loại hậu tận thế thì mô tả văn minh loài người sau những thảm họa trên. Thời gian có thể là ngay sau tai nạn, xoáy vào các khó khăn và đời sống tâm lý của những người sống sót, hoặc một thời gian sau tận thế, khi nền văn minh ban đầu đã trở thành truyền thuyết. Trong các tác phẩm hậu tận thế, đôi khi văn minh con người quay trở lại thời đại nông nghiệp hay thấp hơn, hoặc chỉ còn vài tàn tích của công nghệ. Điều này làm cho tác phẩm ít đi phần khoa học viễn tưởng.
Thể loại này phát triển mạnh sau thế chiến II, khi xuất hiện nguy cơ hủy diệt Trái Đất bởi vũ khí hạt nhân. Tuy vậy, tiểu thuyết tận thế đã sớm xuất hiện trong những năm đầu thế kỷ 19, khi tác phẩm người đàn ông cuối cùng của Mary Shelley được xuất bản. Hơn nữa, thể loại tận thế cũng đã sớm xuất hiện từ thời cổ đại.

## Cổ đại
Trong nhiều nền văn minh từ đông sang tây, đều có các câu chuyện về sự hủy diệt và tái thiết thế giới và văn minh. Ví dụ câu chuyện về Quả bầu mẹ ở Việt Nam, cuộc chiến Ragnarok trong thần thoại Bắc Âu, năm thời đại loài người trong thần thoại Hy Lạp... Trong Thiên chúa giáo cũng có đề cập đến thời điểm tận thế vào ngày phán xét cuối cùng.

## Hiện đại
Phim Mortal Engines miêu tả cảnh hậu tận thế sau một thảm họa của đế chế loài người.
Phim Max điên: Con đường tử thần lấy bối cảnh thế giới ở thời kỳ văn minh nhân loại đã sụp đổ.
Phim Alita: Thiên thần chiến binh miêu tả thế giới sau một cuộc chiến tranh thảm khốc trong tương lai tên là "The Fall".